# Otto von Dungern
Otto Karl Ludwig von Dungern (født 14. oktober 1875 i Neuwied, død 4. oktober 1967 i Graz) var en østrigsk friherre, retslærd og socialhistoriker.
Han var fra 1911 professor i stats- og folkeret i Czernowitz. Han forsøgte at skrive de tyske stænders historie på grundlag af genealogi og slægtsforskning, idet han særlig betonede de økonomisk-historiske forholds betydning for de sociale organisationers udvikling.

## Biblografi (udvalg)
- Das Problem der Ebenbürtigkeit (1905)
- Der Herrenstand im Mittelalter (bind I, 1908)
- Thronfolgerecht und Blutsverwandschaft der deutschen Kaiser seit Karl der Grosse (2 udgave, 1910)
- Staat und Volk durch die Jahrhunderte (1912)